# Кёниг, Вернер (лингвист)

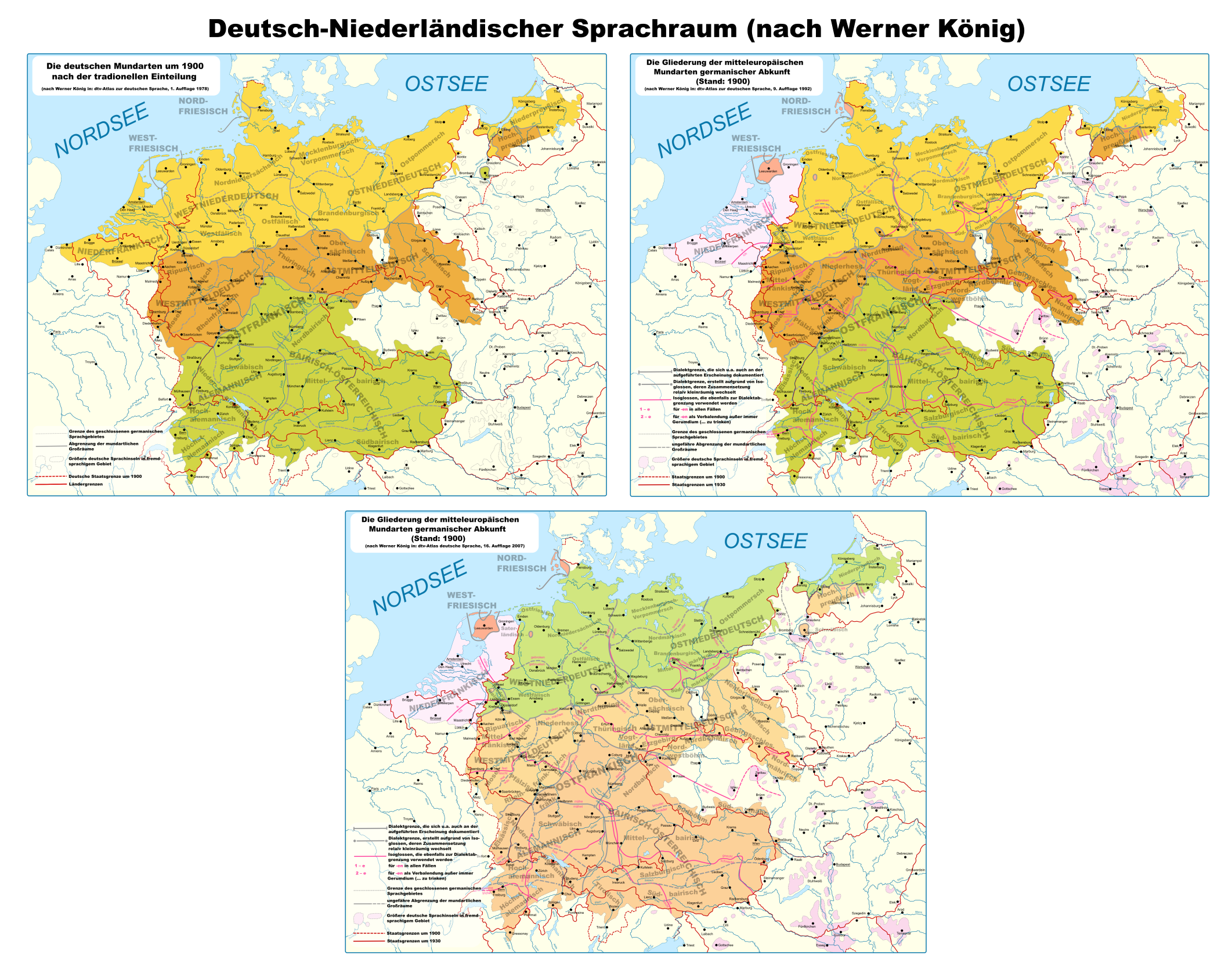
Немецко-голландский языковой ареал согласно различным определениям Вернера Кёнига

Вернер Кёниг (нем. Werner König; 11 мая 1943, Швабмюнхен, Бавария) — немецкий германист.

## Биография
Родился в баварском городе Швабмюнхене в 1943 году. Изучал германистику в Мюнхене, Марбурге и Эрлангене. С 1976 по 2008 преподаёт немецкое языкознание в Аугсбургском университете, с 1990 года в звании профессора. С 1993 года член Швабского исследовательского сообщества (Schwäbische Forschungsgemeinschaft).
Создатель многотомного Языкового атласа Швабии (Sprachatlas von Bayerisch-Schwaben) и dtv-Atlas Deutsche Sprache (17 изданий). Автор многочисленных публикаций по германистике.